# Burebista
Burebista (starogrčki: "Βοιρεβίστας", ? - 44. pr. Kr.) bio je kralj Geta i Dačana, poznat po tome što je 82. pr. Kr. njihova plemena ujedinio u državu pod svojom vlašću. 
Tijekom duge vladavine vodio je niz pohoda u kojima je opljačkao ili pod svoju vlast stavio niz susjednih plemena širom Srednje i Jugoistočne Europe. Godine 44. pr. Kr. ubijen je u dvorskoj zavjeri, nakon koje je njegovo kraljevstvo podijeljeno u nekoliko manjih država.

### Primarni izvori
- The Geography of Strabo. The Perseus Digital Library. Tufts University. 1924. str. Books 6‑14. Pristupljeno 20. travnja 2016. engleski.
- Jordanes, Getica: The origin and deeds of the Goths, translated by Charles C. Mierow. (Chapter XI)

### Sekundarni izvori
- Lucian Boia, History and Myth in Romanian Consciousness, Budapest: Central European University Press, 2001;
- Hadrian Daicoviciu, Dacii, Editura Enciclopedică Română, Bucharest, 1972.